# Allylmethacrylaat
Allylmethacrylaat is de ester van allylalcohol en methacrylzuur. Het is een heldere, kleurloze vloeistof die zeer weinig oplosbaar is in water. Het is een onverzadigde verbinding met twee dubbele bindingen, een in de methacrylaatgroep en een in de allylgroep.

## Synthese
Allylmethacrylaat wordt bereid door omestering van een andere acrylaatester met allylalcohol, bijvoorbeeld methylmethacrylaat of ethylmethacrylaat tot allylmethacrylaat en methanol respectievelijk ethanol.

## Toepassingen
Vanwege de twee dubbele bindingen is allylmethacrylaat geschikt als monomeer of comonomeer voor polymerisaties. Het kan op zichzelf gepolymeriseerd worden of samen met andere acrylaatmonomeren, om bijzondere eigenschappen aan het polymeer te geven. De methacrylaatgroep is reactiever dan de allylgroep, zodat men bij (co)polymerisatie polymeerketens bekomt die nog niet-gereageerde allylgroepen hebben. De dubbele bindingen daarin zijn beschikbaar voor verdere reacties, waaronder crosslinking tussen polymeerketens.

## Toxicologie en veiligheid
Allylmethacrylaat is een onstabiele stof die exotherm kan polymeriseren. De polymerisatie wordt ingezet door vrije radicalen, peroxiden, ultraviolet licht, sterke basen of minerale zuren. Er moet daarom een stabilisator aan toegevoegd worden, meestal hydrochinon of 4-methoxyfenol. De inhibitor vangt vrije radicalen die anders de polymerisatie in gang zouden steken.